# Айона (Міннесота)
Айона (англ. Iona) — місто (англ. city) в США, в окрузі Маррей штату Міннесота. Населення — 166 осіб (2020).

## Географія
Айона розташована за координатами 43°54′53″ пн. ш. 95°47′9″ зх. д. / 43.91472° пн. ш. 95.78583° зх. д. (43.914861, -95.785751).  За даними Бюро перепису населення США в 2010 році місто мало площу 2,00 км², уся площа — суходіл.

## Демографія
Згідно з переписом 2010 року, у місті мешкало 137 осіб у 71 домогосподарстві у складі 36 родин. Густота населення становила 68 осіб/км².  Було 88 помешкань (44/км²).
Расовий склад населення:
| - 100,0 % — білих |

До двох чи більше рас належало 0,0 %. Частка іспаномовних становила 0,0 % від усіх жителів.
За віковим діапазоном населення розподілялося таким чином: 16,8 % — особи молодші 18 років, 62,8 % — особи у віці 18—64 років, 20,4 % — особи у віці 65 років та старші. Медіана віку мешканця становила 51,6 року. На 100 осіб жіночої статі у місті припадало 75,6 чоловіків;  на 100 жінок у віці від 18 років та старших — 75,4 чоловіків також старших 18 років.
Середній дохід на одне домашнє господарство  становив 48 460 доларів США (медіана — 38 750), а середній дохід на одну сім'ю — 60 191 долар (медіана — 56 250). За межею бідності перебувало 9,4 % осіб, у тому числі 15,6 % дітей у віці до 18 років та 11,8 % осіб у віці 65 років та старших.
Цивільне працевлаштоване населення становило 44 особи. Основні галузі зайнятості: освіта, охорона здоров'я та соціальна допомога — 27,3 %, виробництво — 20,5 %, транспорт — 13,6 %, роздрібна торгівля — 13,6 %.